# Jean-Jacques Lozach
Pour les articles homonymes, voir Lozac'h.
Jean-Jacques Lozach, né le 8 février 1954 à Bourganeuf (Creuse), est un homme politique français. Membre du Parti socialiste, il est sénateur de la Creuse depuis 2008 et président du conseil général de la Creuse de 2001 à 2015.

## Biographie
Professeur d'éducation physique et sportive, il devient maire de Masbaraud-Mérignat en 1986. Élu conseiller général du Bourganeuf en 1994, il est maire du chef-lieu de ce canton en 1995. Devenu président du conseil général de la Creuse en mars 2001, il abandonne ses fonctions de maire de Bourganeuf où il venait d'être réélu, afin de respecter la loi sur le cumul des mandats.
Tête de liste de la gauche plurielle aux élections régionales de 1998 en Creuse, il est nommé peu après vice-président du conseil régional du Limousin. Réélu en 2004, il devient le 1er vice-président, chargé de l'aménagement du territoire régional, poste qu'il doit quitter en 2008 pour cause de cumul des mandats.
Il est élu sénateur de la Creuse le 21 septembre 2008 dès le premier tour avec 55,35 % des voix. Lors des élections de 2014, il l'emporte au second tour avec 53,06 %.
Le 27 mars 2011, il est réélu conseiller général du canton de Bourganeuf. Le 29 mars 2015, il est élu conseiller départemental du canton de Bourganeuf pour le PS.

## Mandats

### Mandats en cours
Sénat
- Sénateur de la Creuse depuis le 1er octobre 2008

Conseil départemental de la Creuse
- Conseiller départemental du canton de Bourganeuf depuis mars 2015

### Mandats antérieurs
Conseil régional du Limousin
- Conseiller régional de 1998 à 2008
- Vice-président de 1998 à 2004
- Premier vice-président de 2004 à 2008

Conseil général de la Creuse
- Conseiller général du Canton de Bourganeuf de mars 1994 à mars 2015
- Président du 1er avril 2001 à mars 2015

Commune de Bourganeuf
- Maire du 18 juin 1995 au 18 mars 2001

Commune de Masbaraud-Mérignat
- Maire de 1986 à 1995[2]